# Seno del topólogo
El seno del topólogo, en topología, es una curva contenida en {\displaystyle \mathbb {R} ^{2}} utilizada frecuentemente para ilustrar determinadas propiedades de los espacios topológicos. Se utiliza especialmente a modo de ejemplo de espacio topológico que es conexo pero no conexo por caminos.

## Definición

La función no es de variación acotada.

Una definición usual del seno del topólogo es la adherencia de gráfica de la función {\displaystyle \sin({\tfrac {1}{x}})}:
{\displaystyle A=\{(x,{\mbox{sen}}({\tfrac {1}{x}})),\ x\in (0,+\infty )\}},
denotada {\displaystyle {\bar {A}}}, y que se define a su vez como la unión de {\displaystyle A} con su frontera, el segmento
{\displaystyle \partial A=\{(0,y),\ y\in [-1,1]\}}
Estos puntos están en la adherencia porque son puntos límite de las sucesiones {\displaystyle \left({\tfrac {1}{\arcsin y+2\pi n}},\sin \left({\tfrac {1}{1/(\arcsin y+2\pi n)}}\right)\right)_{n\in \mathbb {N} }} en {\displaystyle A}.
A medida que x se acerca a cero, 1/x crece cada vez más rápido (de hecho, tiende a infinito), por lo que la frecuencia de la curva sinusoidal también es cada vez mayor. En el límite, la frecuencia es infinita.

### Variantes
En ocasiones, se considera solamente {\displaystyle A}, o la unión de {\displaystyle A} con el punto {\displaystyle (0,0)}. También se puede considerar la función {\displaystyle f(x)={\mbox{sen}}({\tfrac {1}{x}})} definida en un intervalo distinto de (0,1], aunque siempre en un intervalo abierto en 0. Incluso se puede hacer distinción entre la «curva cerrada» ({\displaystyle {\bar {A}}}) y la «curva abierta» ({\displaystyle A}) del seno del topólogo.

## Espacio conexo no conexo por caminos
El seno del topólogo es un ejemplo clásico de espacio conexo pero no conexo por caminos, mostrando que no son propiedades equivalentes, aunque conexo por caminos sí que implique conexo. Veamos por qué esto es así.

### Conexión
En primer lugar, veamos que es conexo. Si {\displaystyle A} es la gráfica de {\displaystyle \sin({\tfrac {1}{x}})}, ya hemos visto que el seno del topólogo está contenido (de hecho, es, pero nos basta que esté contenido) en la adherencia {\displaystyle {\bar {A}}}, pues sus puntos son del propio {\displaystyle A} y, además, los puntos {\displaystyle \{(0,y):y\in [-1,1]\}}, que son puntos límite de las sucesiones {\displaystyle \left({\tfrac {1}{\arcsin y+2\pi n}},\sin \left({\tfrac {1}{1/(\arcsin y+2\pi n)}}\right)\right)_{n\in \mathbb {N} }} de puntos en {\displaystyle A}. Al ser {\displaystyle A} conexo (de hecho es conexo por caminos, pues entre dos puntos cualesquiera podemos seguir el camino que marca la gráfica) y estar el seno del topólogo contenido en su adherencia, este último vuelve a ser conexo (estamos usando que cualquier conjunto entre un conexo y su adherencia es, a su vez, conexo).

### Conexión por caminos

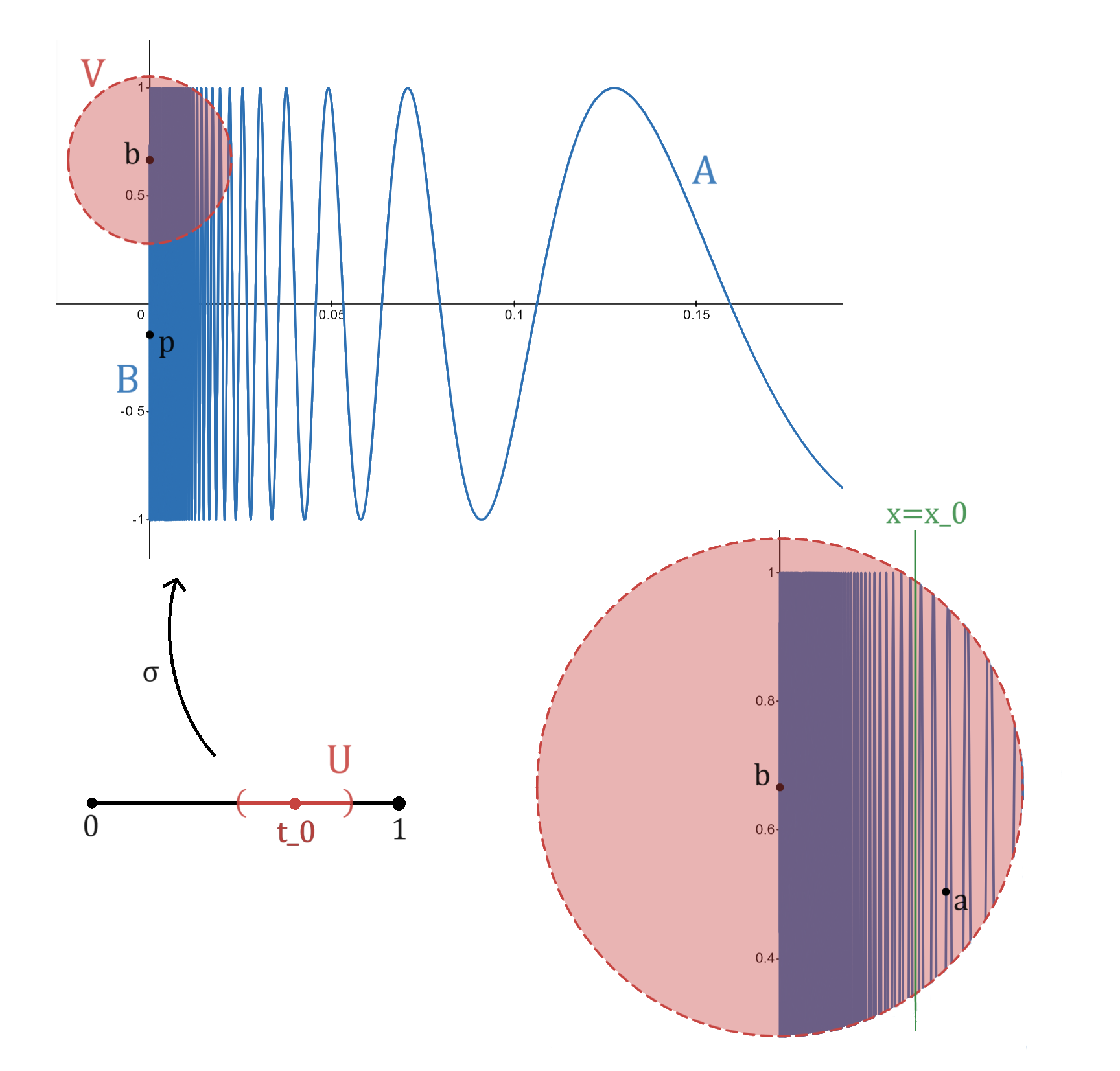
Ilustración de la demostración de que no es conexo por caminos

Demostremos ahora que el seno del topólogo no es conexo por caminos. Tomaremos un punto {\displaystyle p=(0,y)\in {\bar {A}}} y veremos que no podemos encontrar un camino continuo que lo una a ningún punto de la gráfica {\displaystyle A}. Esto que parece intuitivamente claro no es inmediato de demostrar. 
Para ello, tomaremos un camino continuo {\displaystyle \sigma \colon [0,1]\rightarrow {\bar {A}}} que parta de {\displaystyle p} (es decir, {\displaystyle \sigma (0)=p}) y veremos que no puede salir del segmento vertical izquierdo {\displaystyle \{(0,y),\ y\in [-1,1]\}\subsetneq {\bar {A}}}. En particular, habremos visto que no se puede unir continuamente a ningún punto fuera de ese segmento y, entonces, que {\displaystyle {\bar {A}}} no es conexo por caminos.
Lo que haremos es lo siguiente. Llamemos al segmento vertical izquierdo {\displaystyle B}{\displaystyle (B:=\{(0,y),\ y\in [-1,1]\})}. Queremos ver que {\displaystyle \sigma ^{-1}(B)=[0,1]}. La inclusión {\displaystyle \subseteq } es trivial por definición de {\displaystyle \sigma }. Para ver la igualdad planteamos el argumento siguiente. El conjunto {\displaystyle \sigma ^{-1}(B)} es no vacío, pues contiene el 0. Como {\displaystyle [0,1]} es conexo (es un intervalo de {\displaystyle \mathbb {R} }), basta ver que {\displaystyle \sigma ^{-1}(B)} es clopen (abierto y cerrado a la vez), pues los únicos clopens de un conjunto conexo son el vacío y el total: tendríamos que {\displaystyle \sigma ^{-1}(B)} sería un clopen no vacío de {\displaystyle [0,1]} y, entonces, necesariamente tendría que ser {\displaystyle [0,1]}, como queríamos.
Tenemos que ver pues que {\displaystyle \sigma ^{-1}(B)} es abierto y cerrado a la vez. Que es cerrado está claro, pues {\displaystyle B} lo es y {\displaystyle \sigma } es continua (la antiimagen continua de cerrados es cerrada). Veamos pues que es abierto. Para verlo, tomaremos un punto {\displaystyle t_{0}\in \sigma ^{-1}(B)\subseteq [0,1]} y encontraremos un abierto básico ({\displaystyle [0,1]} intersecado con una bola abierta, por definición de topología inducida) a su alrededor. Sea {\displaystyle b=\sigma (t_{0})}. Tomemos una bola {\displaystyle V=B(b,r)} con radio suficientemente pequeño para que {\displaystyle V\cap {\bar {A}}} no toque las dos rectas {\displaystyle y=1,y=-1} a la vez (sólo puede tocar una). Esto será importante más adelante. Tenemos que {\displaystyle V\cap {\bar {A}}} es un abierto de {\displaystyle {\bar {A}}} por definición de topología inducida. Por continuidad de {\displaystyle \sigma }, {\displaystyle \sigma ^{-1}(V\cap {\bar {A}})\ni t_{0}} es un abierto de {\displaystyle [0,1]}. Podemos entonces tomar {\displaystyle \varepsilon >0} suficientemente pequeño para que {\displaystyle (t_{0}-\varepsilon ,t_{0}+\varepsilon )\cap [0,1]\subseteq \sigma ^{-1}(V\cap {\bar {A}})}. El conjunto de la izquierda (llamémoslo {\displaystyle U}) es un intervalo de {\displaystyle \mathbb {R} }, luego conexo. Por continuidad, {\displaystyle \sigma (U)\subseteq V\cap {\bar {A}}} también es conexo, y contiene el punto {\displaystyle b=\sigma (t_{0})} de {\displaystyle B}. Supongamos que de aquí podemos deducir que {\displaystyle \sigma (U)\subseteq B} (ahora lo demostraremos). Entonces, {\displaystyle t_{0}\in U\subseteq \sigma ^{-1}(B)} y tenemos el entorno abierto de {\displaystyle t_{0}} que queríamos, lo que demostraría que {\displaystyle \sigma ^{-1}(B)} es abierto.
Lo único que nos queda demostrar es que cualquier conjunto conexo {\displaystyle C} contenido en {\displaystyle V\cap {\bar {A}}} que contenga un punto de {\displaystyle B} está totalmente contenido en {\displaystyle B} (en la demostración anterior usaríamos esto con {\displaystyle C=\sigma (U)}). Lo importante aquí es que {\displaystyle V\cap {\bar {A}}} no toca las rectas {\displaystyle y=1,y=-1} a la vez. Supongamos que {\displaystyle C} no estuviera contenido en {\displaystyle B}, es decir, tuviera un punto fuera de {\displaystyle B}. Recordamos que también tiene un punto de {\displaystyle B}. De aquí vamos a construir una separación, lo que querría decir que no es conexo, una contradicción.
Tenemos por hipótesis un punto {\displaystyle b} en {\displaystyle C\cap B} y un punto {\displaystyle a} en la gráfica {\displaystyle C\cap A}. Hay, entre 0 y la abscisa de {\displaystyle a}, un valor {\displaystyle x_{0}} que tiene {\displaystyle \sin({\tfrac {1}{x_{0}}})=1} (análogamente, {\displaystyle \sin({\tfrac {1}{x_{0}}})=-1}). Como {\displaystyle V\cap {\bar {A}}} no toca la recta {\displaystyle y=1} (o, análogamente, {\displaystyle y=-1}), la recta vertical {\displaystyle x=x_{0}} no toca {\displaystyle V\cap {\bar {A}}} y por tanto tampoco a {\displaystyle C}. Así, los conjuntos disjuntos, abiertos en {\displaystyle C},  {\displaystyle C\cap [(-\infty ,x_{0})\times \mathbb {R} ]} y {\displaystyle C\cap [(x_{0},+\infty )\times \mathbb {R} ]} tienen por unión todo {\displaystyle C} y son no vacíos ({\displaystyle b} está en el primero y {\displaystyle a} en el segundo). Constituyen por tanto una separación de {\displaystyle C}, que era conexo, lo que es una contradicción. {\displaystyle \quad \square }